# Championnat de Grèce de football 2020-2021
Navigation
2019-2020 2021-2022
La saison 2020-2021 de Super League est la 85e édition de la première division grecque, et la 62e édition sous sa forme actuelle.
Le championnat est composé de quatorze équipes, incluant deux équipes promues de deuxième division, qui s'affrontent dans un premier temps à deux reprises sur vingt-six journées pour un total de 182 matchs. À l'issue de ces rencontres, la compétition se divise en deux poules distinctes accueillant respectivement les six premiers et les huit derniers du classement final de la première phase afin de déterminer, dans le premier cas, le vainqueur du championnat ainsi que les places européennes, et dans le deuxième les relégués en fin de saison.
L'Olympiakos remporte son 46e titre lors de la 29e journée.

## Équipes participantes
AEK Athènes
Apollon Smyrnis
Atromitos
Panathinaïkos
Légende des couleurs
- Barrages de la Ligue des champions 2020-2021
- Troisième tour de qualification de la Ligue des champions 2020-2021
- Troisième tour de qualification de la Ligue Europa 2020-2021
- Deuxième tour de qualification de la Ligue Europa 2020-2021
- Promu de deuxième division

| Équipe           | Présent depuis | Classement 2019-2020 | Stade                          | Capacité |
| ---------------- | -------------- | -------------------- | ------------------------------ | -------- |
| Olympiakos       | 1959           | 1                    | Stade Karaïskaki               | 32 115   |
| PAOK Salonique   | 1959           | 2                    | Stade de Toúmba                | 28 700   |
| AEK Athènes      | 2015           | 3                    | Stade olympique d'Athènes      | 70 000   |
| Panathinaïkos    | 1959           | 4                    | Stade Apóstolos Nikolaïdis     | 16 620   |
| Aris Salonique   | 2018           | 5                    | Stade Kleánthis-Vikelídis      | 22 800   |
| OFI Crète        | 2018           | 6                    | Stade Theódoros-Vardinogiánnis | 9 088    |
| Asteras Tripolis | 2009           | 7                    | Stade Theodoros Kolokotronis   | 7 616    |
| Atromitos FC     | 2010           | 8                    | Stade Peristeri                | 10 000   |
| AEL Larissa      | 2016           | 9                    | AEL Arena                      | 16 118   |
| PAS Lamía        | 2017           | 10                   | Stade municipal de Lamia       | 6 000    |
| Volos FC         | 2019           | 11                   | Stade municipal Neapoli        | 2 500    |
| Panetolikós FC   | 2013           | 12                   | Stade Panetolikós              | 7 000    |
| PAS Giannina     | 2020           | 1 (D2)               | Stade Zosimades                | 7 652    |
| Apollon Smyrnis  | 2020           | 2 (D2)               | Stade Georgios Kamaras         | 14 200   |

## Compétition

### Première phase

#### Règlement
Le classement est établi sur le barème suivant : une victoire rapporte trois points, un match nul en rapport un tandis qu'une défaite n'octroie aucun point.
À égalité de points, les critères de départage sont les suivants : 
1. plus grand nombre de points dans les confrontations directes ;
2. plus grande différence de buts dans les confrontations directes ;
3. plus grande différence de buts générale ;
4. plus grand nombre de buts marqués ;
5. moins grand nombre de buts encaissés.

#### Classement
| Rang | Équipe            | Pts | J  | G  | N  | P  | Bp | Bc | Diff |
| ---- | ----------------- | --- | -- | -- | -- | -- | -- | -- | ---- |
| 1    | Olympiakos T      | 67  | 26 | 21 | 4  | 1  | 64 | 13 | +51  |
| 2    | Aris Salonique    | 51  | 26 | 15 | 6  | 5  | 34 | 16 | +18  |
| 3    | AEK Athènes       | 48  | 26 | 14 | 6  | 6  | 41 | 29 | +12  |
| 4    | PAOK Salonique C  | 47  | 26 | 13 | 8  | 5  | 49 | 26 | +23  |
| 5    | Panathinaïkos     | 45  | 26 | 13 | 6  | 7  | 30 | 19 | +11  |
| 6    | Asteras Tripolis  | 42  | 26 | 11 | 9  | 6  | 27 | 25 | +2   |
| 7    | Volos FC          | 33  | 26 | 8  | 9  | 9  | 26 | 32 | -6   |
| 8    | PAS Giannina P    | 31  | 26 | 8  | 7  | 11 | 23 | 26 | -3   |
| 9    | Apollon Smyrnis P | 28  | 26 | 8  | 4  | 14 | 26 | 35 | -9   |
| 10   | Atromitos FC      | 28  | 26 | 6  | 10 | 10 | 24 | 35 | -11  |
| 11   | PAS Lamía         | 23  | 26 | 5  | 8  | 13 | 14 | 38 | -24  |
| 12   | Panetolikós FC    | 20  | 26 | 4  | 8  | 14 | 13 | 32 | -19  |
| 13   | OFI Crète         | 19  | 26 | 5  | 5  | 17 | 22 | 43 | -21  |
| 14   | AEL Larissa       | 16  | 26 | 3  | 7  | 16 | 18 | 42 | -24  |

Qualifications
- 1er à 6e : qualification pour le groupe championnat
- 7e à 14e : qualification pour le groupe relégation

Abréviations
- T : Tenant du titre
- C : Vainqueur de la Coupe de Grèce 2020-2021
- P : Promu de deuxième division

#### Résultats
| Résultats (▼dom., ►ext.) | AEK | ARI | AST | ATR | CRE | LAM | LAR | OLY | PNA | PNE | PAOK | PAS | SMY | VOL |
| AEK Athènes              |     | 0-2 | 2-2 | 2-1 | 2-1 | 3-0 | 4-1 | 1-1 | 1-2 | 1-0 | 1-1  | 0-2 | 2-0 | 2-2 |
| Aris Salonique           | 0-1 |     | 1-0 | 3-0 | 1-0 | 3-1 | 1-0 | 1-2 | 0-1 | 0-0 | 1-0  | 2-2 | 1-0 | 2-0 |
| Asteras Tripolis         | 1-2 | 2-1 |     | 2-0 | 1-0 | 0-0 | 1-0 | 0-4 | 1-0 | 2-0 | 2-1  | 0-1 | 0-0 | 1-1 |
| Atromitos FC             | 1-0 | 2-2 | 1-1 |     | 0-0 | 2-1 | 1-1 | 0-1 | 2-3 | 2-0 | 3-2  | 0-2 | 2-2 | 0-2 |
| OFI Crète                | 0-2 | 0-3 | 0-1 | 2-2 |     | 2-0 | 2-3 | 0-2 | 2-2 | 1-1 | 0-3  | 2-1 | 0-2 | 1-2 |
| PAS Lamía                | 0-1 | 2-0 | 2-2 | 0-0 | 1-2 |     | 2-1 | 0-6 | 0-2 | 0-0 | 0-2  | 0-0 | 1-0 | 1-2 |
| AEL Larissa              | 2-4 | 0-3 | 1-3 | 0-0 | 0-1 | 0-1 |     | 1-3 | 1-1 | 1-0 | 1-1  | 0-0 | 0-1 | 0-0 |
| Olympiakos               | 3-0 | 1-1 | 3-0 | 4-0 | 3-0 | 3-0 | 5-1 |     | 1-0 | 2-0 | 3-0  | 1-0 | 2-0 | 4-1 |
| Panathinaïkos            | 1-1 | 0-1 | 0-0 | 0-1 | 2-0 | 0-0 | 2-0 | 2-1 |     | 2-1 | 2-1  | 2-0 | 1-0 | 1-1 |
| Panetolikós FC           | 0-2 | 0-1 | 1-1 | 1-1 | 2-1 | 0-0 | 2-1 | 1-2 | 1-0 |     | 1-3  | 1-2 | 0-1 | 1-0 |
| PAOK Salonique           | 2-2 | 2-2 | 2-0 | 1-1 | 3-0 | 4-0 | 1-0 | 1-1 | 2-1 | 5-0 |      | 2-1 | 2-2 | 3-1 |
| PAS Giannina             | 0-1 | 0-0 | 2-2 | 0-1 | 1-0 | 2-0 | 1-2 | 1-1 | 1-0 | 0-0 | 0-2  |     | 1-3 | 0-1 |
| Apollon Smyrnis          | 3-4 | 0-1 | 0-1 | 2-1 | 2-1 | 0-1 | 1-0 | 1-3 | 0-1 | 1-0 | 1-3  | 1-2 |     | 3-3 |
| Volos FC                 | 1-0 | 0-1 | 0-1 | 1-0 | 1-4 | 1-1 | 1-1 | 1-2 | 0-2 | 0-0 | 0-0  | 2-1 | 2-0 |     |

### Deuxième phase

#### Règlement
À l'issue de la première phase, les équipes sont divisées en deux groupes. Les six premiers au classement sont ainsi intégrés au groupe championnat, dans lequel sont déterminés le vainqueur de la compétition ainsi que la répartition des places européennes, tandis que les huit derniers sont placés dans le groupe relégation, qui sert à déterminer les équipes reléguées.
Dans les deux cas, chaque équipe conserve l'intégralité de ses statistiques de la première phase. Les équipes se rencontrent à nouveau à deux reprises, une fois à domicile et à l'extérieur.
Le classement est établi sur le barème suivant : une victoire rapporte trois points, un match nul en rapport un tandis qu'une défaite n'octroie aucun point.
À égalité de points, les critères de départage sont les suivants : 
1. plus grand nombre de points dans les confrontations directes des deux phases ;
2. plus grande différence de buts dans les confrontations directes des deux phases ;
3. meilleur classement de la première phase.